# Ideoroncus paranensis
Ideoroncus paranensis är en spindeldjursart som beskrevs av Volker Mahnert 1984. Ideoroncus paranensis ingår i släktet Ideoroncus och familjen Ideoroncidae. Inga underarter finns listade i Catalogue of Life.